# 上ケ原キャンパスあれこれ
『上ケ原キャンパスあれこれ』（うえがはらキャンパスあれこれ）は、関西学院大学名誉教授で元学長（在:1997年4月 - 2002年3月）の今田寛の著書である。
サブタイトルは「昭和前中期の関西学院」。2019年7月に刊行された。今田本人は同著を"小冊子"と称しているが、136頁におよぶ内容に富んだ書物であり、同大学・同大学法人の第12代学長・第11代理事長を務めた武田建は、「関西学院大学への入門書」に相応しい好著と評している。

## 概要
関西学院大学は1929年（昭和4年）に神戸市から西宮市の上ケ原キャンパスに移転し、以降、1995年までの66年間は上ケ原キャンパスひとつだけであった。しかし、1995年に三田市の神戸三田キャンパス開設後、本書が出版された2019年時点には8つのキャンパスが開設され、学院の発展に比例して上ケ原キャンパスの存在が相対的に小さくなってきた。
ハミル館における幼稚園時代および日曜学校時代、中学部から大学院までの学生生活全般と、教員生活の多くを上ケ原キャンパスで過ごしてきた今田は、このような状況を鑑み、昭和期に培われた関西学院らしさ、歴史と伝統がこのまま先細りするのではないかと危惧し、折々に書いたり話したりしたことを下敷きにして、書き残しておきたい昭和の関学の歩みをまとめたのが本書である。

## 内容
内容は以下、目次のとおりである。
なお、「上ケ原」の「ケ」は西宮市の住居表示実施地区一覧のとおり「ケ」で表記されるのが正しいが、以下の目次および本書の本文には、今田が「上ヶ原キャンパス」の表記に長年馴染んできたという理由で、正式呼称と本書タイトルを除いてすべて小書きの「ヶ」が記載されている。
第一話 上ヶ原キャンパスの誕生
原田の森キャンパス / 大学令の発布 / 上ヶ原キャンパスへの移転
第二話 上ヶ原のキャンパス・デザイン
ヴォーリズによるキャンパス・デザイン / キャンパス・デザインに影響を与えた芝川家 / 二・四キロメートルの直線を軸にデザインされた上ヶ原キャンパス
第三話 甲山の話
甲山のハゲ / 甲山のミドリ / 漢詩に謳われた冑山の翠
第四話 上ヶ原キャンパスで生まれた校歌――戦前篇 「空の翼」と「緑濃き甲山」
「空の翼」（一九三三） / 「緑濃き甲山」（一九三九）
第五話 太平洋戦争中の上ヶ原キャンパス
戦時下の上ヶ原キャンパス / 奉安庫と地下壕 / 予科練と近隣住民 / 日記に残された終戦前後の上ヶ原キャンパス
第六話 上ヶ原キャンパスで生まれた校歌――戦後篇 A Song for Kwansei
創立六〇周年とブランデンによる新校歌 / 味わい深い新校歌
第七話 上ヶ原キャンパスのポプラとクスノキ
上ヶ原キャンパスにポプラとクスノキは何本あったか？ / ポプラとクスノキの現状 / 中央芝生
第八話 関西学院・関西学院教会・キリスト教
キリスト教の基礎知識 / 南メソジスト監督教会 / 関西学院教会 / 教会に行ってみようかなと考えている人のために
第九話 上ヶ原キャンパスで生活した人たち
成全寮、啓明寮、静修寮、ハミル館 / 成全寮で過ごした日々（北村宗次） / 上ヶ原「関学啓明寮の思い出」（古川滿昭） / 静修寮の思い出（中西格郎） / 戦後のハミル館で過ごした五年間（西川光子） / 宣教師館での生活
第一〇話 おわりに――現在の上ヶ原キャンパス
上ヶ原キャンパスの今日 / 今日の体育会、文化総部、その他の総部
付録 最初の校歌 Old Kwansei

## 書誌情報
- 今田寛『上ケ原キャンパスあれこれ――昭和前中期の関西学院』関西学院大学出版会、2019年7月。ISBN 978-4-86283-284-9。